# 沈晓明
沈晓明（1963年5月—），浙江上虞人，男，汉族，中华人民共和国政治人物。1984年8月加入中国共产党，1987年7月参加工作。温州医学院（今温州医科大学）儿科系毕业，上海第二医科大学（今上海交通大学医学院）儿科学研究生学历，医学博士学位。中共第十九届、二十届中央委员。曾任海南省人民政府省长、中共海南省委书记。现任中共湖南省委书记、湖南省人大常委会主任。

## 生平

### 早年经历
1979年，沈晓明在温州医学院儿科系儿科专业学习。1984年，在温州医学院儿科系儿科专业硕士研究生学习，同年加入中国共产党。1987年，任浙江医科大学附属一院住院医师，后任温州医学院儿科系助教。1988年，在上海第二医科大学儿科系儿科学专业读博士研究生。
1991年，任上海第二医科大学附属新华医院儿科医学研究所主治医师、副研究员（其间：1994年3月—1996年5月，在美国纽约爱因斯坦医学院从事博士后研究）。

### 医疗科教系统
1996年，任上海儿童医学中心研究员、副院长、常务副院长。1998年，任上海第二医科大学附属新华医院副院长、上海儿童医学中心院长。2001年，任上海第二医科大学附属新华医院院长、上海儿童医学中心院长。2003年，任上海第二医科大学校长。
2005年，任上海交通大学常务副校长、医学院院长。2006年，任上海市科教工作党委副书记，上海市教育委员会主任。

### 上海市
2008年1月，45岁的沈晓明任上海市人民政府副市长，晋升副部级。2009年6月，任上海市副市长、市红十字会会长。2010年6月，任上海市副市长、市红十字会会长、市张江高科技术产业开发区管委会主任。2013年5月，任上海市副市长、中共浦东新区区委书记。2013年7月，任中共上海市委常委、浦东新区区委书记。2015年4月8日，兼任上海自贸区管理委员会主任。

### 教育部
2016年9月，调任教育部党组副书记。10月12日，任教育部副部长。

### 海南省
2017年4月1日，54岁的沈晓明任中共海南省委副书记，4月7日任海南省人民政府副省长、代理省长、党组书记，晋升正部级，5月19日当选省长。2018年2月24日，当选为第十三届全国人大代表。
2020年12月1日，沈晓明升任中共海南省委书记。2021年1月，当选海南省人大常委会主任。
2022年10月，在中共第二十次全国代表大会上，当选为中央委员会委员。

### 湖南省
2023年3月，沈晓明转任湖南省委委员、常委、书记，不再担任海南省委书记、常委、委员职务，2023年4月1日，沈晓明与省长毛伟明在长沙会见中国国民党前主席马英九。2024年1月28日，他当选湖南省人大常委会主任。

## 荣誉
- 2004年，被授予巴黎第七大学医学荣誉博士学位[16]
- 2013年入选美国医学科学院外籍院士[17]